# Robert Delaunay
Robert Delaunay (født 12. april 1885 i Paris, død 25. oktober 1941 i Montpellier) var en fransk kunstner, der med sin orfisme blev banebrydende indenfor abstrakt billedkunst i 1910'ernes Frankrig. Retningen udviklede han sammen med sin kone, Sonia Delaunay-Terk, som en variant af den analytiske kubisme. Orfismen kombinerer fauvismens stærke farvebrug med kubismens betoning af geometriske figurer.
Blandt Delaunays mest kendte værker hører billederne af Eiffeltårnet. Hovedværket er dog det store maleri Byen Paris fra 1910-1912, der er udstillet på Musée National d'Art Moderne. 